# Уодделл, Лейла
Ле́йла И́да Нери́сса Ба́терст Уо́дделл (англ. Leila Ida Nerissa Bathurst Waddell), или Лейла (англ. Laylah) (10 августа 1880 — 14 сентября 1932) — британская скрипачка и писательница, поэтесса, оккультистка, наиболее известная как любовница Алистера Кроули и популяризатор его учения.

## Биография
Лейла Уодделл родилась в городе Батерст в Австралии. Она с юных лет занималась игрой на скрипке; в 1906 году в знак уважения к ней был организован концерт её имени. В 1908 году Уодделл эмигрировала в Британию, где продолжила музыкальную карьеру. Позже она неоднократно проводила успешные турне по Европе, выступая в том числе в Германии, Франции и России.
Впоследствии Уодделл некоторое время жила в Лос-Анджелесе, где начала писать рассказы и стихи, которые были высоко оценены критиками, однако в 1923 году вернулась в Австралию. Она умерла от рака 14 сентября 1932 года.

## Связь с Кроули
Во время своего проживания в Британии Лейла Уодделл познакомилась с Алистером Кроули. Поскольку она обладала экзотической и притягательной внешностью, оккультист безумно влюбился в неё. Сам Кроули называл её своей «Багряной Женой» (англ. Scarlet Woman) и ассоциировал с Бабалон, богиней созданного им самим пантеона. Связь с «Лейлой» вдохновила Кроули на создание «Книги Лжи», в которой он, в частности, пропагандировал идеи сексуальной магии, которую якобы практиковал с Уодделл. Кроме того, он сделал возлюбленную прототипом многих персонажей своих художественных произведений.
Лейла Уодделл сама активно способствовала распространению учения Кроули и, в частности, являлась организатором т. н. «Элевсинских мистерий» (не следует путать с историческими Элевсинскими мистериями) — театрализованного ритуального представления, которое впервые привлекло существенное внимание к созданной Кроули организации Argentum Astrum.